# メネステウス (特設機雷敷設艦)
メネステウス（HMS Menestheus, M93/B406）はイギリス海軍の特設機雷敷設艦。元はブルー・ファンネル・ラインの客船メネステウス（MV Menestheus）であった。
後に遠隔地の将兵に娯楽を提供するためのアメニティ艦へ改装され、艦内にビール醸造設備（ブルワリー）を持つ世界的にも珍しい艦となった。

## 艦歴
メネステウスは、ブルー・ファンネル・ラインの客船メネステウスとして1929年8月6日にスコットランドダンディーのカレドン・シップビルディング・アンド・エンジニアリング・カンパニーで進水、1929年12月に完成した。

### 特設機雷敷設艦
商業運航に従事後、第二次世界大戦勃発後の1939年12月14日に海軍本部によって徴用され、特設機雷敷設艦への改装が行われた。改装完了後の1940年6月22日に、特設機雷敷設艦メネステウスとして初代艦長ウィリアム・ハワード・デニス・フリードバーガー（Wiliam Howard Dennis Friedberger）大佐の指揮の下でイギリス海軍に就役した。

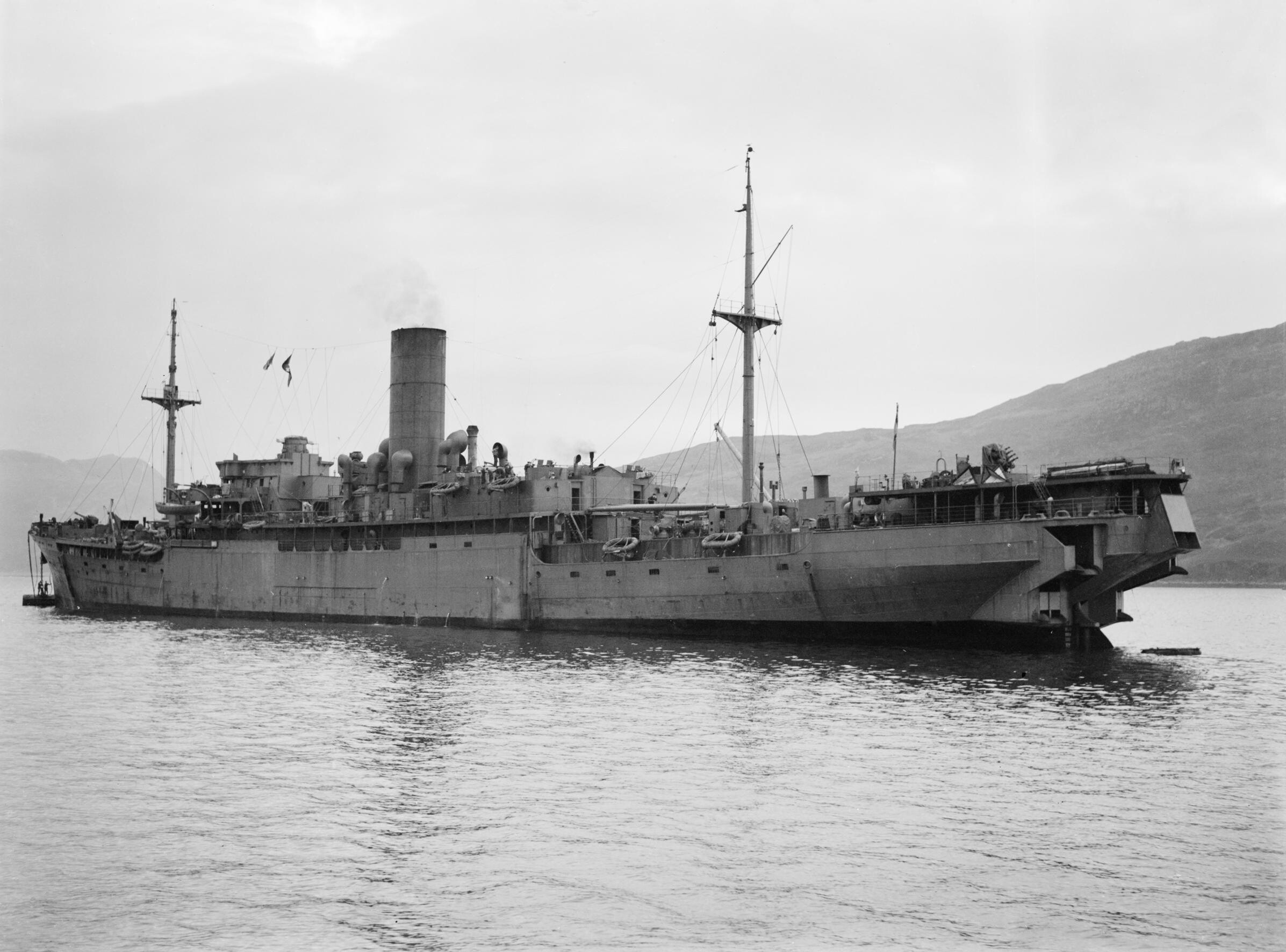
特設機雷敷設艦時代のメネステウス。艦尾に機雷投下口が見える。

就役後は第1機雷敷設戦隊（1st Minelaying Squadron）所属となり、カイル・オブ・ロカルシュ（ZA港）を基地として北方機雷礁の敷設活動に従事した。1943年10月に敷設活動が終了した後、メネステウスは同様に特設機雷敷設艦として使用されていた姉妹船アガメムノン（HMS Agamemnon, M10）と共に、イギリス太平洋艦隊所属艦艇乗員の休養を支援するためアメニティ艦へ改装されることになった。

### アメニティ艦

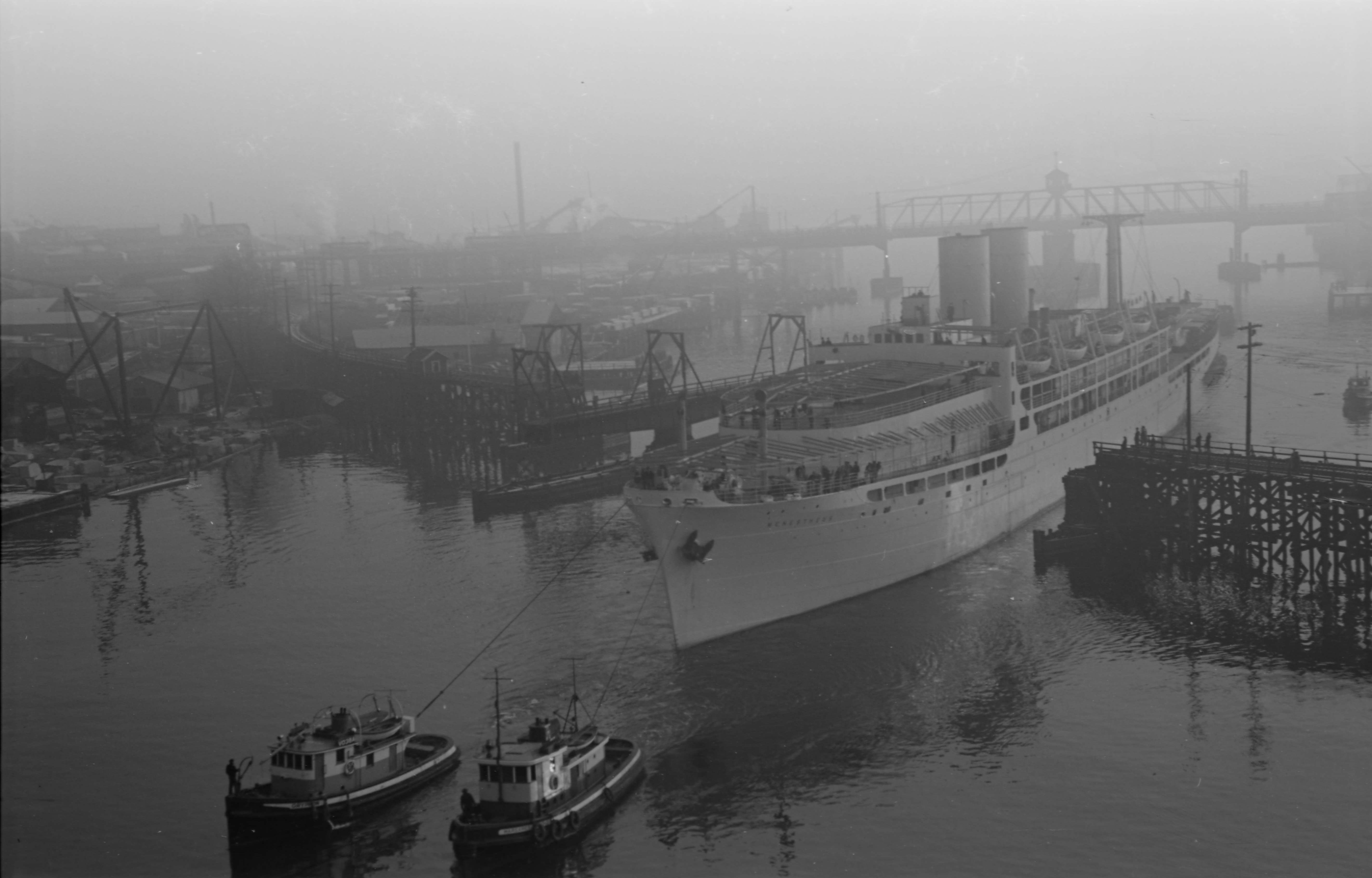
アメニティ艦へ改装されたメネステウス。1945年9月1日。

メネステウスは1944年10月からカナダブリティッシュコロンビア州バンクーバーで改装に入り、艦内にイギリス海軍補助艦隊の民間人船員達によって運営される映画館やバー、ダンスホールなどの娯楽施設を設置する工事が行われた。それまで北大西洋での活動に合わせてグレーに塗られていた艦体は、太平洋での活動に合わせて白く塗りなおされた。
アメニティ艦への改装には、将兵へ提供するビールの醸造設備（ブルワリー）も含まれていた。艦内には、艦のボイラーからの蒸気を熱源とする容量55バレルの沸騰釜と6基の醸造タンクが設置され、1週間あたり250樽のビールを生産する能力を持っていた。1947年の醸造学会ジャーナルの記事によると、メネステウスで生産されるビールは「蒸留海水、特別醸造所麦芽エキス、ホップ濃縮物」を原料としており、アルコール度数約3.7パーセントで艦内のデイビー・ジョーンズバーにおいて1パイントあたり9ペニーで提供された。
また醸造指導のため、当時イギリスで最大級のブルワリーの1つであったトルーマンズ醸造所から招聘されたジョージ・ブラウンが海軍志願予備員（RNVR）少佐として乗り込んでいた。
しかしながら改装作業は1945年8月の日本の降伏に間に合わず、メネステウスで最初のビール生産が行われたのは1945年12月31日となった。終戦を受けてアメニティ艦10隻を整備する計画は破棄されたものの、なお太平洋各地に展開中の兵員に対する娯楽提供需要はあったため、メネステウスはアメニティ艦として横浜、呉、上海、香港で活動した。

### その後
メネステウスは1946年7月26日にブルー・ファンネル・ラインへ返還され、商業運航に復帰した。しかし1953年4月16日、カリフォルニア州沖の海上でメネステウスの発電機が爆発する事故が発生、船は全焼し乗組員によって放棄された。その後曳航されたメネステウスは1953年6月10日にメリーランド州ボルチモアのボストン・アイアン・アンド・メタル・カンパニーで廃棄された。